# Koolstofdioxide-equivalent
Koolstofdioxide-equivalent (CO2-eq, CO2eq of CO2e) is een maat om aan te geven hoeveel een gegeven hoeveelheid broeikasgas bijdraagt aan de opwarming van de Aarde, gebruikmakend van een equivalente concentratie CO2. Ook veranderingen in de albedo door veranderingen in landgebruik en de invloed van aerosolen wordt soms uitgedrukt in koolstofdioxide-equivalent. Broeikasgassen kunnen vergeleken worden gebruikmakend van hun invloed op de stralingsforcering.

## Voorbeeld
- In 2005 lag de concentratie CO2 rond de 379 ppmv, met een jaarlijkse stijging van 2 ppmv.
- Inclusief alle langlevende broeikasgassen (dus exclusief waterdamp), lag de concentratie CO2-eq dat jaar op 455 ppmv.
- Worden ook de afkoelende effecten van aerosolen en veranderingen in landgebruik meegenomen, dan ligt de concentratie CO2-eq op 375 ppmv. Dit laatste getal is relatief onzeker, vanwege de onduidelijkheid van de invloed van aerosolen op wolkvorming.